# Castelo Ravenscraig

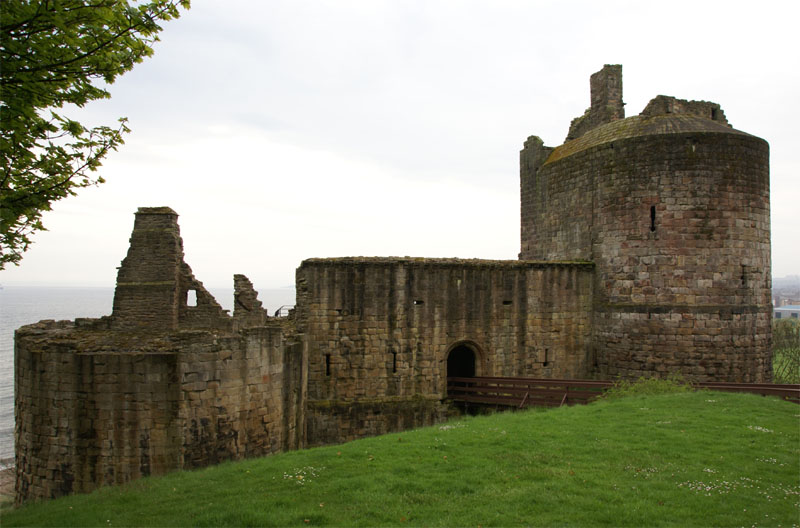
Castelo Ravenscraig, Escócia.

O Castelo Ravenscraig (em inglês:  Ravenscraig Castle) é um castelo do século XV atualmente em ruínas localizado em Kirkcaldy, Fife, Escócia.

## História
Iniciada a construção pelo Rei Jaime II da Escócia em 1460 para sua mulher a Rainha Maria de Gueldres. Quando ele morreu três anos depois, o trabalho parou e o castelo inacabado passou em 1470 para Guilherme Sinclair.
Encontra-se classificado na categoria "A" do "listed building" desde 28 de abril de 1971.